# Seznam slovenskih alternativnih glasbenih skupin

## A
- Acrodus
- Ana Pupedan

## B
- Baby Can Dance
- Bitch Boys
- Bring on the Vanguards
- Buldogi
- Buldožer

## C
- Carnaval
- Center za dehumanizacijo
- Coma Stereo
- Crazed Framers

## Č
- Čao pičke
- Čao Portorož
- Čompe

## D
- Deca Debilane
- Dead Revival
- Demolition Group
- Dežurni krivci
- Dicky B. Hardy
- Dubzilla

## E
- Ego Malfunction

## G
- Gast'r'bajtr's
- GLOG

## H
- Haiku Garden
- HAY
- Heilenstein
- Heavy Les Wanted
- Hexenbrutal
- Hic Et Nunc

## I
- Incurabili
- Indust Bag
- Interceptor
- Intimn Frizurn
- It's not for sale

## J
- Jastrebi
- Joko Ono

## K
- Karmakoma
- Katalena
- Kleemar
- Koala Voice
- Kraški Solisti
- Kuzle

## L
- Laibach
- Legalo Kriminalo (punk, rock)
- Lublanski psi (punk)
- Lynch

## M
- Manul
- Martin Ramoveš Band
- MeduzaleM
- Melodrom
- Miladojka Youneed
- Moveknowledgment
- Muškat Hamburg

## N
- NeSeBat
- nevemnevem
- New Wave Syria
- Niet (punk, punk-rock)
- Nikki Louder
- Niowt
- NLP - Na Lepem Prijazni
- Non finire mai
- Noxire
- Nude

## O
- oOo Freeo

## P
- Pantaloons
- Parliament Attack
- persons from porlock
- Pridigarji
- Polska Malca
- Psycho-Path

## Q
- Quatebriga

## R
- Racija
- Regrat
- Res Nullius
- Rodoljubac

## S
- Sist En 343
- Sphericube
- Stranci
- Spock Studios
- Spotless Minds
- Styröfoam

## Š
- ŠKM banda
- Šund

## T
- Tavžntroža
- The Stroj
- Thunderbabies
- TiTiTi
- Toni Bencinski Co.
- Tožibabe

## U
- Ulice pozabe

## V
- V okovih

## W
- Walter Flego
- We Can't Sleep at Night
- Werefox

## Y
- Your Gay Thoughts